# Stig Jägerskiöld

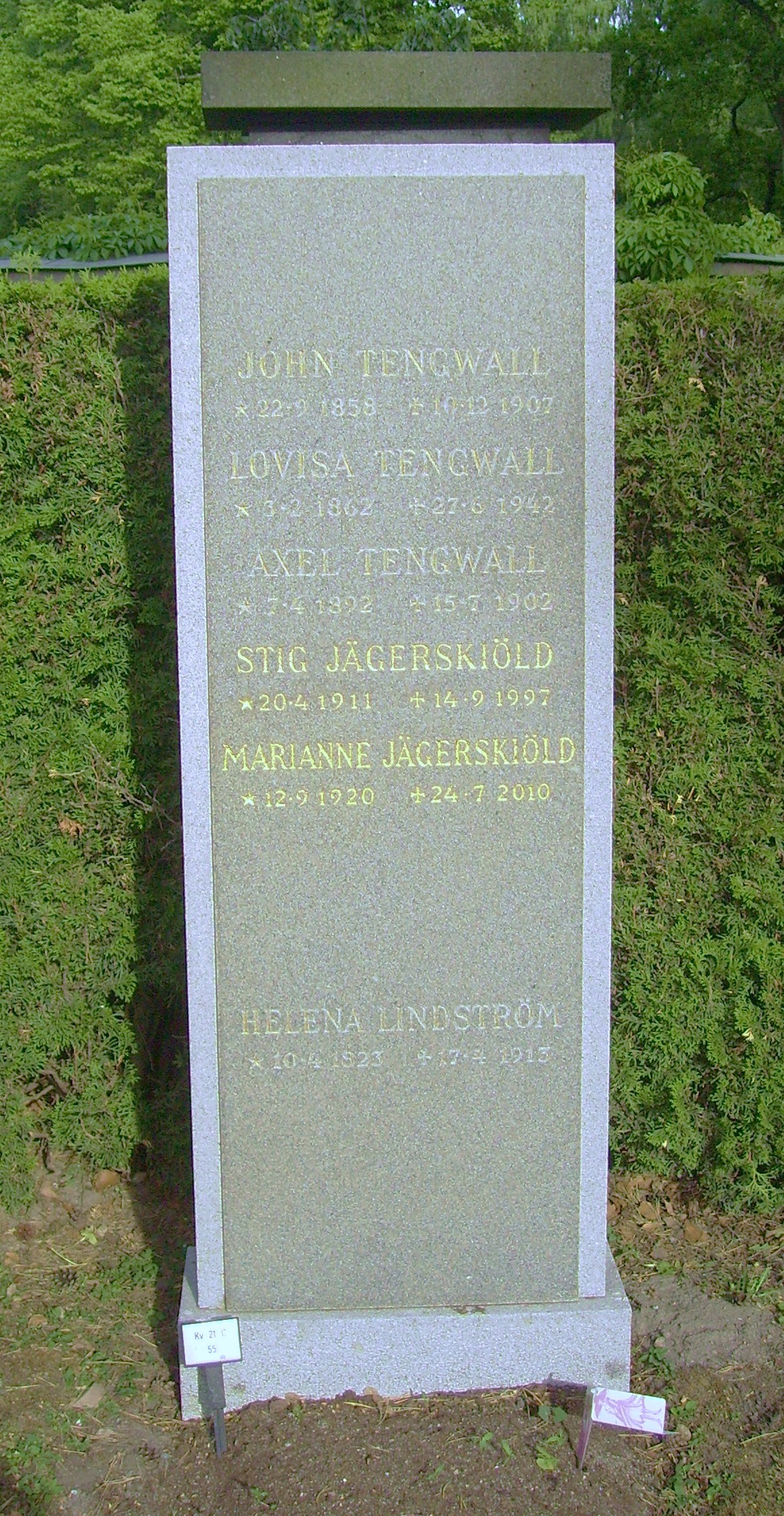
Stig Jägerskiölds gravvård på Norra begravningsplatsen i Solna.

Stig Axel Fridolf Jägerskiöld, född 20 april 1911 i Göteborg, död 14 september 1997, var en svensk historiker, rättslärd och professor i offentlig rätt, internationell rätt och statsrätt. 

## Biografi
Stig Jägerskiöld var son till professorn i zoologi, Leonard Jägerskiöld; modern var friherrinnan Sylvia Hisinger. Hans äldre bror Olof Jägerskiöld var arkivarie och tillika historiker. 1950 gifte han sig med Marianne Propst (1920-2010), som var dotter till en österrikisk-judisk grosshandlare.
Jägerskiöld föddes i Göteborg där fadern då var verksam vid högskolan. År 1937 blev han docent i historia efter att han disputerat för filosofie doktorsgrad vid Uppsala universitet på avhandlingen Sverige och Europa 1716–1718: studier i Karl XII:s och Görtz utrikespolitik. Året därpå utsågs han till attaché vid Utrikesdepartementet och var verksam som pressattaché i Helsingfors 1939–40. Han var styrelseledamot för protyska SNF:s tidning Dagsposten under andra världskriget.
Under den tiden blev han därjämte juris kandidat och 1944 juris licentiat då hans Judiciellt och disciplinärt ansvar gavs ut. Han hade tjänst som docent i förvaltningsrätt och statsrätt med folkrätt vid Stockholms högskola 1945–1951 samt 1955–1958; åren dessemellan drev han en juridisk byrå tillsammans med professor Halvar Sundberg i Stockholm. Åren 1958–1960 tjänstgjorde Jägerskiöld som preceptor i offentlig rätt vid Stockholms högskola. Han var tillförordnad professor där 1955 och ordinarie professor i offentlig rätt med folkrätt vid Lunds universitet från 1960. Åren 1951–1954 var han ledamot av Sveriges advokatsamfund.
Jägerskiöld var produktiv författare in i det sista. Bland hans skrifter märks förutom de ovan nämnda Folkrätt och inomstatlig rätt (1955), Svensk tjänstemannarätt (1956–59), Allmän förvaltningsrätt (1958), Från prästskola till enhetsskola (1958), Ett folkrättsbrott och dess bedömning år 1690 (1962), Juridik och politik (1963), Att skriva en biografi, Den historiska skolan i Sverige (1982), Handbok i folkrätt under neutralitet och krig (1971). Tillsammans med bland andra Nils Ahnlund skrev han Sanning och sägen om Karl XII:s död (1941). 
Han författade därtill biografier om framför allt sin syssling Gustaf Mannerheim vars korrespondens han även lät ge ut, men också om Stanislaus Leszczynski och Sven Grauers. I hans Om krigsfångar, krigsockupation och jurisdiktionsrätt (1964) ingår en biografi över Sven Leijonmarck, och vidare har han skrivit om Justitieombudsmannens historia samt om adelsprivilegier i Danmark och Sverige. Han skrev också artiklar i Svenskt biografiskt lexikon.
Han skrev också två böcker om Carl Jonas Love Almqvist, Från jaktslott till landsflykt 1970 och Oskuld och arsenik  1987, i vilka han försökte leda i bevis att Almqvist var oskyldig till anklagelser om giftmord. Trådarna till tillrättalagda osanna bevis ledde enligt Jägerskiöd i stället till dåvarande kungahuset och kronprins Karl.
Han är begravd på Norra begravningsplatsen i Stockholm.

## Priser och utmärkelser
- 1980 – Tollanderska priset

## Huvudsakliga källor
- Vem är det 1961
- Holger Carlsson, Nazismen i Sverige, ss. 136–139, (Sthlm 1942)
- Tom Flensburg, Svenska Män och Kvinnor 4, s. 143, (Sthlm 1948)